# ویلمار رولدان
ویلمار رولدان (به اسپانیایی: Wilmar Roldán) (زاده ۲۴ ژانویه ۱۹۸۰ در رمدیوس) داور فوتبال اهل کلمبیا است.
وی از سال ۲۰۰۸ وارد لیست بین‌المللی فیفا شده است و سابقه قضاوت در کوپا آمریکا ۲۰۱۱ و بازی‌های المپیک تابستانی ۲۰۱۲ را دارد، وی یکی از داوران جام جهانی فوتبال ۲۰۱۴ نیز می‌باشد.